# Дылбок-Дол
Дылбок-Дол (болг. Дълбок дол) — село в Болгарии. Находится в Ловечской области, входит в общину Троян. Население составляет 342 человека.

## Политическая ситуация
В местном кметстве Дылбок-Дол, в состав которого входит Дылбок-Дол, должность кмета (старосты) исполняет Дилян Минков Дамянов (партия АТАКА) по результатам выборов.
Кмет (мэр) общины Троян — Минко Цочев Акимов (Граждане за европейское развитие Болгарии (ГЕРБ)) по результатам выборов.